# Västmarksträsket
Västmarksträsket är en sjö i Bodens kommun och Luleå kommun i Norrbotten och ingår i Alåns huvudavrinningsområde. Sjön har en area på 3,46 kvadratkilometer och ligger 77 meter över havet. Sjön avvattnas av vattendraget Alån (Långsjöån).

## Delavrinningsområde
Västmarksträsket ingår i det delavrinningsområde (730028-176522) som SMHI kallar för Utloppet av Västmarksträsket. Medelhöjden är 96 meter över havet och ytan är 18,83 kvadratkilometer. Räknas de 8 avrinningsområdena uppströms in blir den ackumulerade arean 236,39 kvadratkilometer. Avrinningsområdets utflöde Alån (Långsjöån) mynnar i havet. Avrinningsområdet består mestadels av skog (61 procent). Avrinningsområdet har 3,88 kvadratkilometer vattenytor vilket ger det en sjöprocent på 20,6 procent.